# Donau-Schwarzmeer-Kanal

Donau (blau) und DS-Kanal (rot) mit den beiden Ausläufern im Osten

Die Schifffahrtsroute Rotterdam–Constanța ist die kürzeste schiffbare Verbindung zwischen der Nordsee und dem Schwarzen Meer über den Rhein, Main, Main-Donau-Kanal, die Donau und den Donau-Schwarzmeer-Kanal

Der Donau-Schwarzmeer-Kanal (rumänisch Canalul Dunăre-Marea Neagră, auch als Cernavodă-Kanal oder Cernavodă-Constanța-Kanal bezeichnet) ist eine künstliche Wasserstraße (Kanal) zwischen der Donau und dem Schwarzen Meer. Er verkürzt den Weg der Donau zum Schwarzen Meer um etwa 270 km, während die Strecke zwischen Cernavodă und Constanța (im Vergleich zur Strecke, die über Galați und Sulina führt) um 450 km kürzer ist.

## Verlauf und Technik
Der Kanal beginnt bei Cernavodă (Donau-Kilometer 300) und mündet bei Agigea, einer Vorstadt von Constanța, ins Schwarze Meer.
Bei Poarta Albă zweigt der Nordarm ab, eine Kanalverbindung zur Erdölraffinerie Midia-Năvodari. Der Donau-Schwarzmeer-Kanal hat eine Länge von 64,2 km, eine Breite von 60 m und eine Tiefe von 7 m. Der minimale Kurvenradius beträgt 3000 m. Der Nordarm hat eine Länge von 26,6 km, eine Breite von 50 m und eine Tiefe von 5,5 m. Der minimale Kurvenradius beträgt 1000 m.
Zum Ausgleich des Wasserspiegelniveaus zwischen Donau und Schwarzem Meer verfügt der Kanal über vier Schleusenanlagen:
zur Donau am Beginn bei Cernavodă in unmittelbarer Nähe zum Kernkraftwerk Cernavodă, zum Schwarzen Meer hin am Ende bei Agigea und
am Ende des Nordarms bei der Raffinerie Midia-Năvodari, sowie im Verlauf des Nordarms bei Ovidiu.
Neben den Hafenanlagen am Beginn und den Enden der Kanalarme gibt es zwei weitere
bei Medgidia und
bei Murfatlar.
Die Wasserstraße ist für einzeln fahrende Schiffe bis 5000 t mit den Abmessungen 138,3 m Länge, 16,8 m Breite und 5,5 m Tiefgang und für Schubverbände mit den Abmessungen 296 m Länge, 22,8 m Breite und 3,8 m Tiefgang zur Befahrung zugelassen. Den Nordarm dürfen Schiffe und Schubverbände mit den Maximalabmessungen 119,4 m Länge, 11,4 m Breite und 3,8 m Tiefgang befahren.

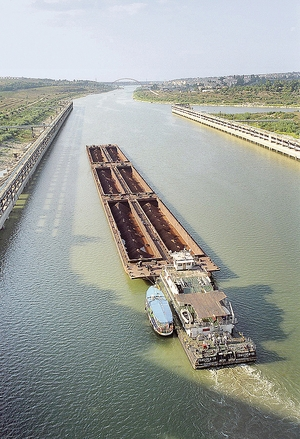
Donau-Schwarzmeer-Kanal
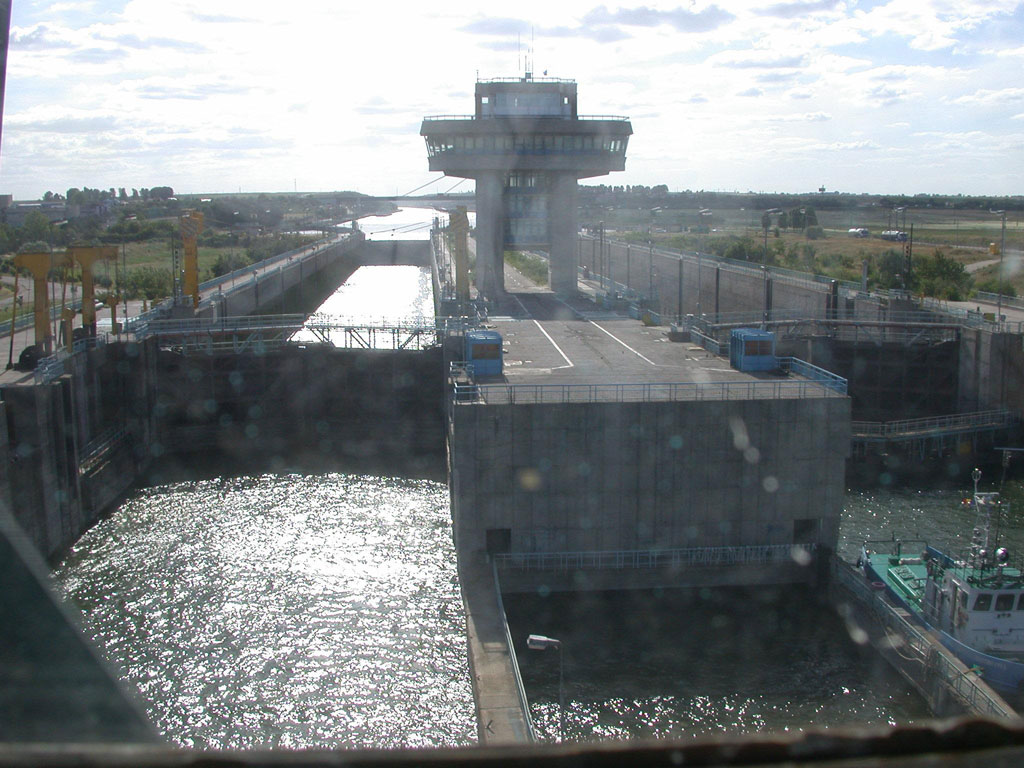
Die Schleusenanlage bei Agigea
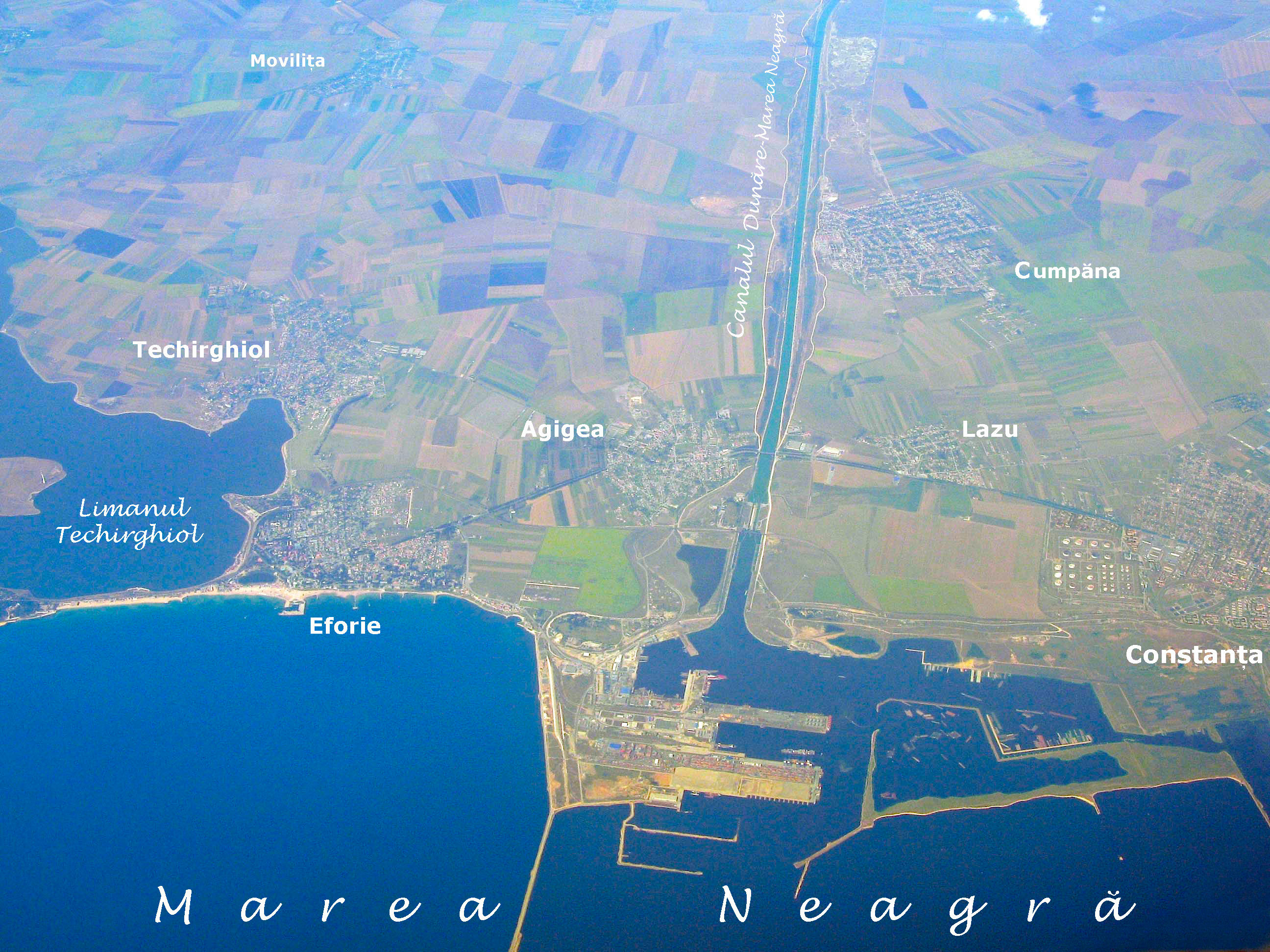
Luftaufnahme der Mündung des Kanals in das Schwarze Meer
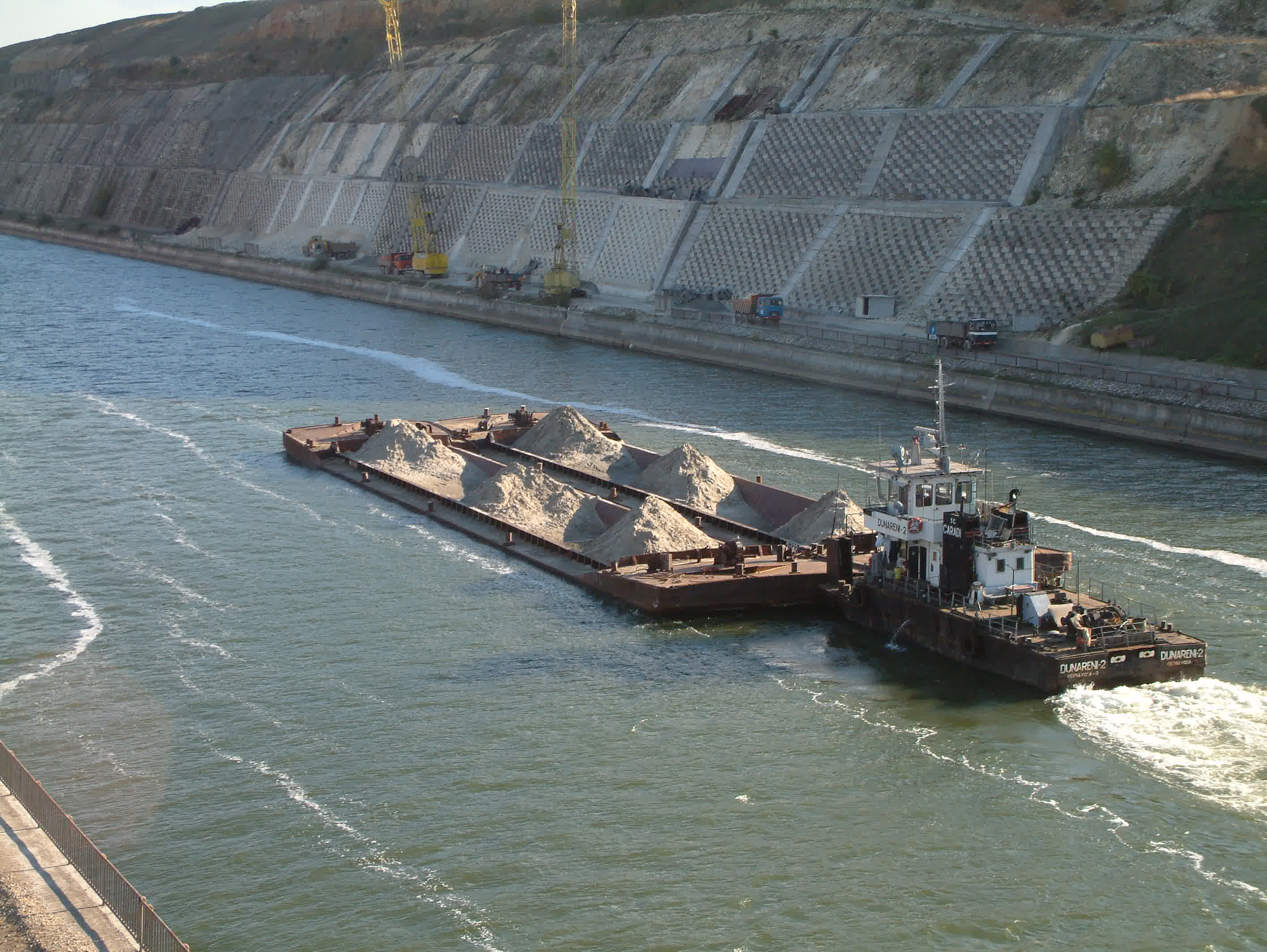
Ein Schubverband im Kanal

## Geschichte
Erste Projekte zum Bau eines Kanals von Cernavodă zum Schwarzen Meer sind bereits seit 1837 bekannt. Als aber ab 1860 die neu erbaute Eisenbahnverbindung Cernavodă–Constanța den Transport von Gütern zum Schwarzen Meer ermöglichte, gerieten diese Pläne wieder in Vergessenheit. Erst 1927 erarbeitete der rumänische Ingenieur Jean Stoenescu-Dunăre ein neuerliches Projekt. 1949 starteten die ersten Bauarbeiten, wobei vor allem mehrere zehntausend Häftlinge, darunter viele deutschstämmige und politische Häftlinge, in Zwangsarbeitslagern zum Einsatz kamen. Sie bekamen keinen Lohn und wohnten im „rumänischen Archipel Gulag“. 1953 stockten die Arbeiten aus finanziellen Gründen. Erst zwischen 1975 und 1984 wurde der Kanal vom Donau-Schwarzmeer-Baudepartement (CCDMN) fertiggestellt, der Bau der nördlichen Abzweigung im östlichen Abschnitt erfolgte zwischen 1984 und 1987. Dabei wurden etwa 300 Millionen Kubikmeter Erdreich bewegt, was etwa der doppelten Menge des Panamakanals entsprach. Der Kanal entstand aber auch aus Prestigegründen und unterstand gänzlich der Souveränität Rumäniens; im Gegensatz zur Donau, die der gemeinsamen Kontrolle der Anliegerstaaten unterliegt. Nicht zuletzt war er auch dem Einfluss der Sowjetunion entzogen.
Nach der Fertigstellung des Kanals erhielten verdiente Personen die eigens gestiftete Medaille „Donau-Schwarzmeer-Kanal“.

## Aufarbeitung
Das Memorial Sighet, als „Gedenkstätte für die Opfer des Kommunismus und für den kommunistischen Widerstand“, eröffnete 2010 zum Gedenken an die Opfer des Donau-Schwarzmeer-Kanals eine Gedenkausstellung „Der Donau-Schwarzmeer-Kanal. Ein programmierter Friedhof“. Die Ausstellung wurde mit Unterstützung der Vereinigung ehemaliger politischer Häftlinge in Rumänien (AFDPR), der Kreisabteilung Constanța der Staatsarchive und der Konrad-Adenauer-Stiftung organisiert.